# Ametlla
|  | Per a altres significats, vegeu «ametlla (desambiguació)». |

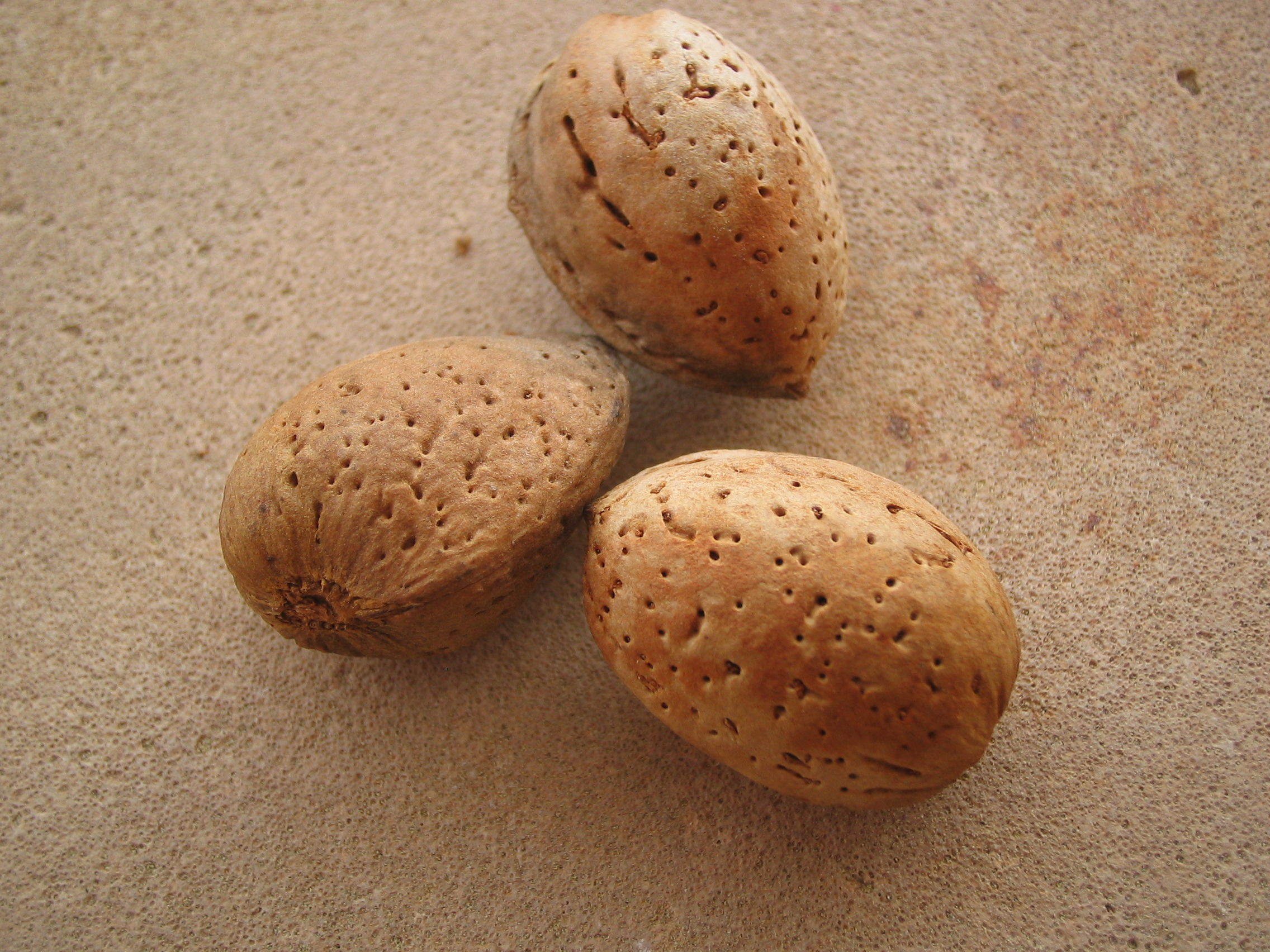
Ametlles amb closca.

L'ametlla o ametla és el fruit de l'ametller o ametler (Prunus dulcis), encara que també es denomina «ametlla», per extensió, a la llavor de qualsevol fruit drupaci, per exemple, l'«ametlla» del préssec. Posseeix una pel·lícula de color canyella que l'envolta, a més d'una closca exterior que no és comestible i que representa un pes important del fruit, de forma que la part comestible es redueix a un 40%.

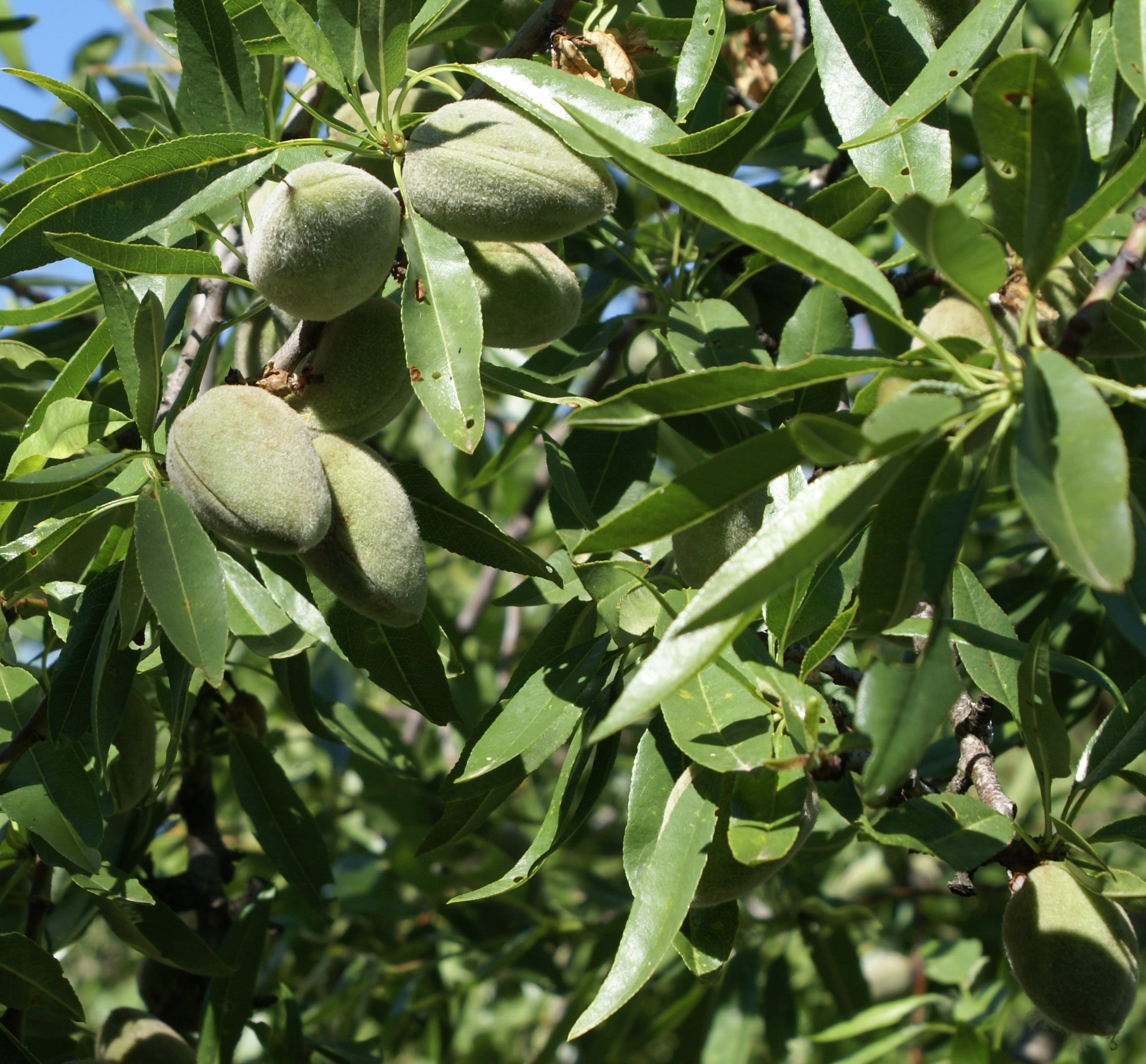
Ametlles encara a l'arbre.

El terme ametlla  procedeix d'una arabització de  màndorla  i aquesta de la paraula llatina amyndăla, que per la seva part és una variació d'amygdăla.

## Varietats
- La Marcona és la varietat més coneguda. Es tracta d'una ametlla rodona i grossa, dolça i amb poc percentatge d'amargor. És una de les més utilitzades, la més cara i la més demandada per la indústria rebostera i torronera.[7] Un cop extreta la closca, es torra fins que adquireix el to desitjat per a l'elaboració de torrons durs o tous. Serveix de base per a les Indicacions Geogràfiques Protegides Torró de Xixona i Torró d'Alacant, així com per a la Denominació de Qualitat Massapà i els tradicionals crocants aragonesos. Així mateix, en tenir en la seva composició menys oli, s'acostuma a fer servir en la producció d'ametlles fregides.

També reben altres denominacions:
- L'ametlla mollar, a la qual posseeix una pela tova fàcil de trencar.
- L'ametlla amarga, que és verinosa perquè conté amigdalina, un glucòsid cianogenètic què, en mastegar-la, entra en contacte amb la saliva i s'allibera l'àcid cianhídric. L'amigdalina es troba en una proporció d'1 mg per ametlla, i una quantitat de 100 g d'ametlles amargues resulta letal per a un adult. L'amigdalina es troba en menor proporció en els ametllons d'ametlla i en les llavors de totes les espècies del gènere prunus.

## Ús alimentari
Cada 100 g d'ametlla comuna aporten un valor energètic de 2.408 kJ o 575 kcal, a més de les respectives dosis de vitamines B1 o tiamina (0,211 mg), B2 o riboflavina (1,014 mg), B3 o niacina (3,385 mg), B5 o àcid pantotènic (0,469 mg), B6 (0,143 mg), B9 o folat (50 mg) i una important quantitat de vitamina E (26,22 mg). També és valuosa l'aportació de minerals essencials com el zinc, ferro, calci, magnesi, fòsfor i potassi.

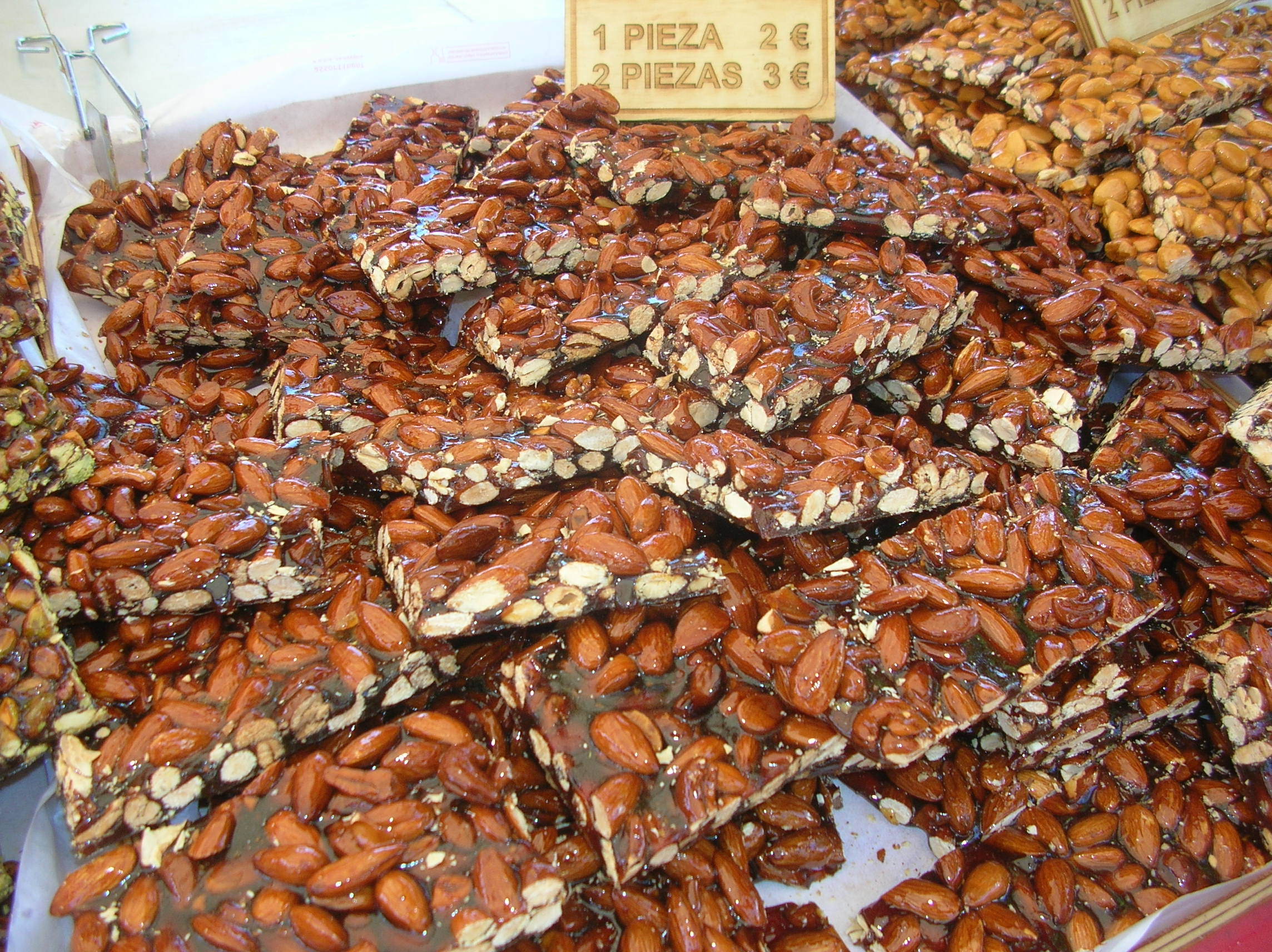
Tambor d'ametla, un torró tradicional de Mallorca.

A la cuina catalana l'ametlla, com altres fruits secs mediterranis, és molt utilitzada com a ingredient en l'elaboració de postres tradicionals: com els torrons, els massapans, els pastissos, etc. També són utilitzades com a acompanyant a formatges com el rocafort. A més també se'n fan gelats i dolços (com les catànies). És un ingredent habitual de la picada que es fa per afegir a les salses. De manera líquida, fins i tot pot ser consumida en forma d'orxata d'ametlla. Naturalment, també es mengen simplement soles com a aperitiu sec.
L'explosió de la demanda de llet d'ametlla com a alternativa a la llet de vaca ha provocat la proliferació de monocultius d'ametller, amb un important impacte sobre els ecosistemes afectats.

## Altres usos
L'oli d'aquest fruit és utilitzat com emolient, i l'essència d'ametlles amargues, en perfumeria, per la seva aroma. També té altres usos l'ametlló, que és el fruit tendre i immadur.

## Xifres de producció

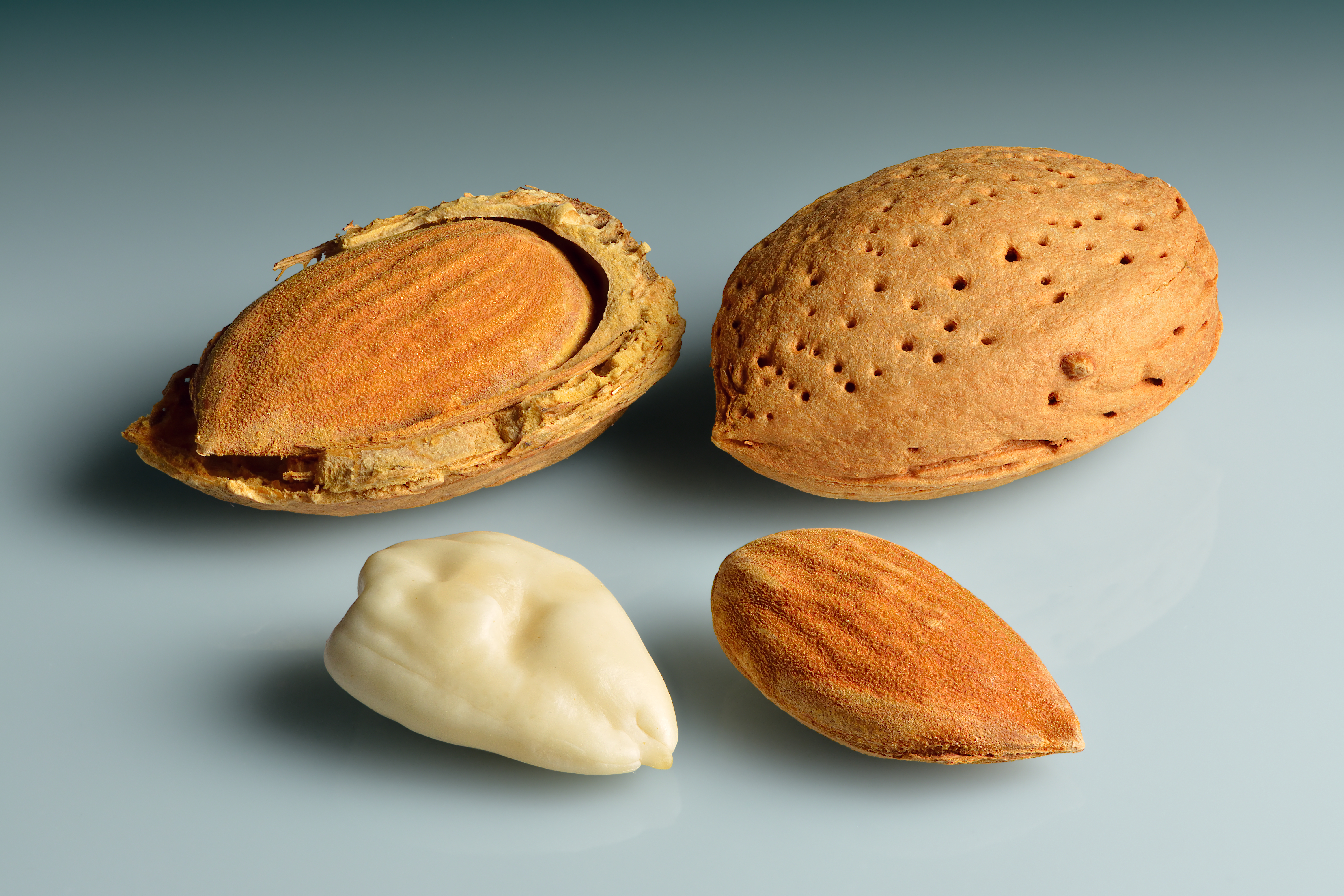

L'any 2011 la producció d'ametlles va ser d'1.942.242 tones, situant Espanya com a segona productora mundial, darrere dels Estats Units, que controla la meitat de la producció del planeta. Els deu primers productors d'ametlla l'any 2011 varen ser: La producció a Espanya es concentra a les comunitats del litoral mediterrani: Catalunya, País Valencià, Balears (Mallorca), Regió de Múrcia, Andalusia i Aragó. La producció total del 2009 fou de 282.100 tones.
| País         | Producció (Ohms) | Percentatge del total |
| ------------ | ---------------- | --------------------- |
| Estats Units | 731,236          | 37,64%                |
| Espanya      | 211,717          | 10,94%                |
| Iran         | 167,609          | 8,62%                 |
| Síria        | 130,296          | 6,71%                 |
| Itàlia       | 104,790          | 5,39%                 |
| Marroc       | 96,231           | 4,95%                 |
| Turquia      | 69,838           | 3,59%                 |
| Tunísia      | 61,000           | 3,14%                 |
| Afganistan   | 60,611           | 3,12%                 |
| Xina         | 42,000           | 2,16%                 |